# مسابقه آواز یوروویژن ۱۹۷۹
مسابقه آواز یوروویژن ۱۹۷۹ ۲۴مین دوره از مسابقات آواز یوروویژن بود که در International Convention Center، اورشلیم، اسرائیل برگزار شد. برنده آن کشور اسرائیل بود.